# عائشة الإسكندرانية
عائشة الإسكندرانية شاعرة عربية عاشت في الأندلس، لعل أصلها مصري إسكندري من لقبها، عُرفَت باسم زهرة الأدب.

## بعض شعرها
نُقلَت من خط ابن سعيد المغربي قال كان مجلسها يعرف بالروض قالت تخاطب فاضلا بعث إليها بشعر ذكر فيه أن قلبه من الحب يتقلب في جمر الغضا المتقارب: